# بازی های غرب آسیا ۱۹۹۷
بازی‌های غرب آسیا ۱۹۹۷ (1st West Asian Games) نخستین دوره از رقابت‌های ورزشی غرب آسیا بود که از ۲۹ آبان تا ۸ آذر ۱۳۷۶ در تهران برگزار شد. در این دوره، حدود ۸۵۰ ورزشکار از ۱۰ کشور در قالب ۲۳۶ تیم در ۱۵ رشته ورزشی به رقابت پرداختند. این مسابقات در ابتدا تنها برای ورزشکاران مرد برگزار شد. 
کشورهای شرکت‌کننده شامل ایران، اردن، کویت، قرقیزستان، لبنان، قطر، سوریه، تاجیکستان، ترکمنستان و یمن بودند. رشته‌های ورزشی این دوره عبارت بودند از: دو و میدانی، شنا، بدمینتون، بسکتبال، بوکس، شمشیربازی، فوتبال، جودو، کاراته، تیراندازی، تنیس روی میز، تکواندو، تنیس، وزنه‌برداری و کشتی.

## مکان های برگزاری
مجموعه ورزشی آزادی تهران
- ورزشگاه آزادی
- ولودروم آزادی
- ورزشگاه سرپوشیده آزادی
- سالن استخر آزادی
- مجموعه پنج تالار آزادی
- تالار حیدرنیا
- سالن بسکتبال آزادی
- سالن وزنه برداری آزادی
- سالن والیبال آزادی
- سالن کشتی آزادی
- سالن بانوان آزادی
- مجموعه تیراندازی آزادی
- دریاچه مصنوعی آزادی
- زمین رانندگی آزادی
- زمین تنیس آزادی
- هتل المپیک تهران
- زمین سوارکاری آزادی
- زمین کارتینگ آزادی
- زمین بیسبال آزادی
- زمین های تمرینی فوتبال آزادی
- سالن ورزشی سیزدهم رجب

## کشور های شرکت کننده
- ایران (میزبان)
- اردن
- کویت
- قرقیزستان
- لبنان
- قطر
- سوریه
- تاجیکستان
- ترکمنستان
- یمن
- فلسطین حضور نداشت
- امارات متحده عربی شرکت نکرد
- عربستان سعودی شرکت نکرد
- عمان شرکت نکرد
- بحرین شرکت نکرد

## ورزش
- دو و میدانی (22) ( جزئیات )
- بدمینتون (3) ( جزئیات )
- بسکتبال (1) ( جزئیات )
- بوکس (12) ( جزئیات )
- نرده (6) ( جزئیات )
- فوتبال (1) ( جزئیات )
- جودو (8) ( جزئیات )
- کاراته (11) ( جزئیات )
- تیراندازی (14) ( جزئیات )
- شنا (16) ( جزئیات )
- تنیس روی میز (3) ( جزئیات )
- تکواندو (8) ( جزئیات )
- تنیس (3) ( جزئیات )
- وزنه برداری (10) ( جزئیات )
- کشتی (16) ( جزئیات )

## جدول مدال ها

مدال بازی های غرب آسیا ۱۹۹۷

*   کشور میزبان (ایران)
| رتبه            | کشور            | طلا | نقره | برنز | مجموع |
| --------------- | --------------- | --- | ---- | ---- | ----- |
| ۱               | ایران (IRI)*    | ۶۳  | ۳۷   | ۵۶   | ۱۵۶   |
| ۲               | قرقیزستان (KGZ) | ۲۶  | ۱۵   | ۱۶   | ۵۷    |
| ۳               | سوریه (SYR)     | ۱۶  | ۲۲   | ۱۳   | ۵۱    |
| ۴               | کویت (KUW)      | ۱۵  | ۲۲   | ۲۰   | ۵۷    |
| ۵               | ترکمنستان (TKM) | ۵   | ۱۳   | ۳۰   | ۴۸    |
| ۶               | تاجیکستان (TJK) | ۳   | ۱۱   | ۱۹   | ۳۳    |
| ۷               | لبنان (LIB)     | ۲   | ۴    | ۶    | ۱۲    |
| ۸               | اردن (JOR)      | ۲   | ۴    | ۴    | ۱۰    |
| ۹               | قطر (QAT)       | ۱   | ۵    | ۶    | ۱۲    |
| ۱۰              | یمن (YEM)       | ۱   | ۰    | ۰    | ۱     |
| مجموع (۱۰ کشور) | مجموع (۱۰ کشور) | ۱۳۴ | ۱۳۳  | ۱۷۰  | ۴۳۷   |

## منبع
- ویکی انگلیسی
- بازی های غرب آسیا ۱۹۹۷ تهران
- در وب سایت آرشیوی آسیا
- ایران مقام اول بازی های غرب آسیا را به دست آورد
- تعدادی از شخصیتها و نشانه های طراحی شده توسط بهمن عبدی لوگو اولین دوره بازیهای غرب آسیا